# Mutaro Kunda Forest Park
Der Mutaro Kunda Forest Park (andere Schreibweise Mutarokunda Forest Park) ist ein Waldgebiet im westafrikanischen Staat Gambia.

## Topographie
Das 809 Hektar große Waldgebiet liegt in der Lower River Region im Distrikt Kiang Central und wurde wie die anderen Forest Parks in Gambia zum 1. Januar 1954 eingerichtet. Das rund 4000 Meter lange und ungefähr 2500 Meter breite Gebiet liegt auf der südöstlichen Seite der South Bank Road, Gambias wichtigster Fernstraße, rund 34 Kilometer östlich von der Stadt Soma, zwischen den Orten Dumbutu und Wurokang, entfernt.
Ganz in der Nähe, auf der anderen Straßenseite der Süduferstraße befindet sich der 1987 eingerichtete Kiang West National Park.